# Phyxelida mirabilis
Espèce
Synonymes
- Tegenaria mirabilis  L. Koch, 1875

Phyxelida mirabilis est une espèce d'araignées aranéomorphes de la famille des Phyxelididae.

## Distribution
Cette espèce est endémique d'Éthiopie.

## Description
Le mâle décrit par Griswold en 1990 mesure 9,19 mm et la femelle 8,88 mm.

## Publication originale
- L. Koch, 1875 : Aegyptische und abyssinische Arachniden gesammelt von Herrn C. Jickeli. Nürnberg, p. 1-96 (texte intégral).